# (3925) Tretʹyakov
(3925) Tretʹyakov (1977 SS2) – planetoida z pasa głównego asteroid okrążająca Słońce w ciągu 5,62 lat w średniej odległości 3,16 j.a. Odkryta 19 września 1977 roku.